# Драча (биљка)
Драча или драч (лат. Paliurus spina-christi) је листопадна жбунаста биљка из породице кркавине (Rhamnaceae), позната по мноштву трнова (бодљи) по стаблу и изданцима, дужине 1,5 – 2,5 цм. Расте у области Медитерана, југозападној и средњој Азији.

## Опис
Биљка је листопадна. Може бити висока 3–4 метра. Има веома јак корен, који продире дубоко у земљиште. Из стабљике избијају равни изданци, на којима су правилно распоређени зелени листићи, тамнозелене боје и јајастог облика. На сваком изданку, упоредо с обе стране налази се обично 12 до 15 листића. Цветови избијају из пазуха изданака, мали су и жути, слабог мириса.

## Употреба
Због трња се сече и користи као ограда, постављањем на земљу или на камене зидове. Такође, у народу се каже да тамо где има драче, има и обрадивог земљишта. Плод је мали округли, величине 2 до 3 цм, сазрева у августу. Млади плодови се могу користити за алтернативни вид исхране, а зрели као сурогат кафе. Дозрели плодови се користе и као лек. Биљка је позната као антисептичко средство. Успешно лечи пролив, дизентерију, запаљења дебелог црева, а користи се и код нервних и реуматичних болести.

## Распрострањеност
Расте у области Медитерана, југозападној и средњој Азији. Карактеристична је за крашке терене Далмације, Херцеговине, Црне Горе итд. У Србији се може наћи и на десној обали Нишаве, у потезу од Клења до Сићевачке клисуре. У селу Моклиште постоји заселак Драчје који је добио име по овој биљци.